# Dei Verbum
Dei Verbum, psáno též Dei verbum; česky Boží slovo (zkratka DV) je jedna ze čtyř konstitucí II. vatikánského koncilu, pojmenovaná podle úvodních slov (incipit), jak je u takových textů zvykem. Dogmatickou konstituci o Božím zjevení, která se stala jedním z nejdůležitějších dokumentů církevního sněmu, přijali koncilní otcové 18. listopadu 1965 poměrem hlasů 2 344 ku 6 a papež Pavel VI. ji promulgoval slavnostním vyhlášením v koncilní aule. 
Tvorba konstituce o Zjevení (běžný zkrácený název) se protáhla od začátku do konce koncilu. Konstituce Dei verbum je považována za jeden z nejdůležitějších textů koncilu a způsobila „epochální zlom“, který otevřel „nové a rozhodující perspektivy s ohledem na teologické chápání zjevení“.
Kromě rozboru pojmu zjevení dokument objasňuje vztah mezi Tradicí a Písmem svatým. Přitom také zdůrazňuje správné chápání Písma svatého a otevírá tak možnosti pro využití historicko-kritické exegeze v katolické teologii.
Konstituce nepoužívá tradičního rozlišování dvou pramenů víry: Písma svatého a Tradice. Zdůrazňuje, že oba tyto zdroje tvoří jeden celek. Slovo Boží a jeho předávání vychází z jednoho pramene, z Božího zjevení. „Jeden je posvátný poklad slova Božího a církev koná posvátnou službu tím, že toto slovo slyší, chrání a vykládá… Je třeba stále více prameny slova Božího studovat a hledat správný výklad Písma, které je nejvyšším pravidlem víry, hlasem Ducha svatého.“

## Struktura
Dokument je rozdělený do následujících kapitol:
Předmluva (1)

1. Zjevení (2–6)

2. Předávání Božího zjevení (7–10)

3. Božská inspirace a výklad Písma svatého (11–13)

4. Starý Zákon (14–16)

5. Nový Zákon (17–20)

6. Písmo svaté v životě církve (21–26)
Pokud se na tento dokument odkazuje, nepoužívají se čísla kapitol, ale čísla odstavců, jichž je 26.

## Historie vzniku

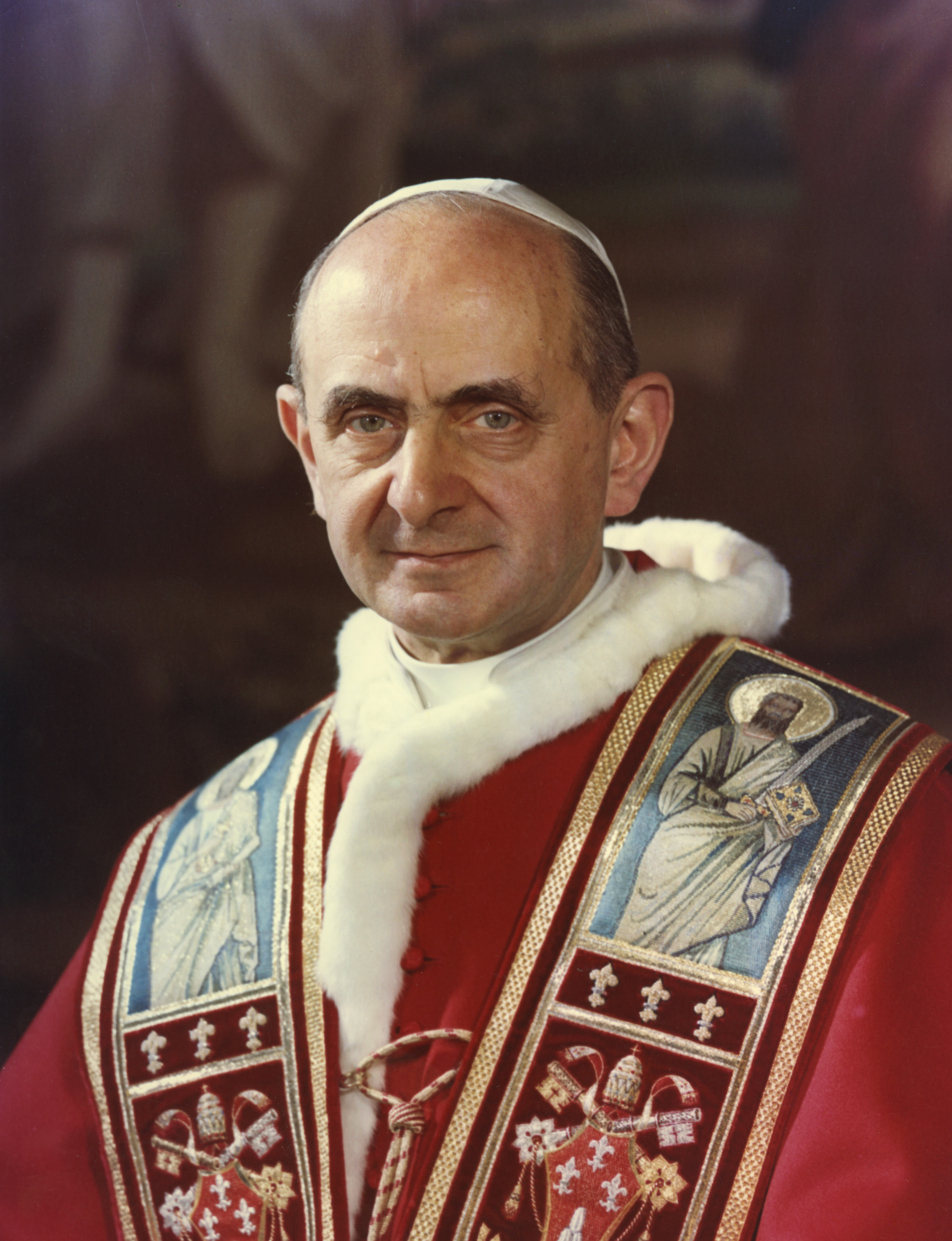
Papež Pavel VI.

Poté, co se otázkou zjevení poprvé zabýval koncil v dokumentu Dei Filius prvního vatikánského koncilu, věnoval koncil v Dei verbum zjevení první samostatné a výslovné pojednání.

### Fáze vývoje textu
Konečné verzi této konstituce o Zjevení předcházely tři verze. Připravené schéma De fontibus revelationis (O pramenech zjevení) napsal Sebastian Tromp SJ a hovoří o dvou pramenech zjevení, které se od sebe obsahově liší: Písmo svaté a Tradice. Kromě toho schéma potvrzovalo neomylnost Písma, a to i pokud jde o historické výroky. S velkou kritikou se nesetkaly ani tak teologické výroky – ty byly podloženy papežskými výroky – jako spíše „duch strachu a nedůvěry exegetů a především nedostatek pastorační a ekumenické orientace“. Kromě toho se vyznačovalo „instrukčně-teoretickým“ pojetím zjevení, které chápalo zjevení výhradně jako instrukci, tj. sdělení.
Tento plán byl sporně projednáván v polovině listopadu 1962. Z koncilní auly, včetně Josefa kardinála Fringse, zazněly první návrhy na úplnou revizi schématu. 20. listopadu 1962 se při zavádějícím hlasování o tom, zda byla diskuse o schématu ukončena, nepodařilo dosáhnout potřebné dvoutřetinové většiny. To vedlo ke zmatku a nejistotě, zda již bylo schéma přijato. Papež Jan XXIII. proto následujícího dne schéma stáhl z programu jednání a ustavil novou komisi složenou z odpůrců i zastánců projednávaného schématu, která měla provést zásadní reorganizaci. Této „smíšené komisi“ předsedali kardinálové Alfredo Ottaviani a Augustin Bea SJ, tajemníky byli jmenováni Sebastian Tromp a Johannes Willebrands. Jan XXIII. problém vyřešil svým zásahem, který požadoval především Paul-Émile kardinál Léger. Zároveň tím vyslal „jasný signál ve prospěch možnosti odmítnout připravené schéma, aniž by vyvolal konflikt s hlavou shromáždění.“ Odmítnutí navrženého textu umožnilo novou diskusi o Zjevení.
Do tohoto druhého znění byly zapracovány pozměňovací návrhy teologické komise, takže vznikla třetí verze. V září 1964 byl tento text projednán na koncilu a byla vypracována čtvrtá verze. Ta mohla být projednána až na čtvrtém zasedání v září 1965 a byly do ní začleněny další pozměňovací návrhy („Modi“). Dva velmi důležité Modi v DV 9 a 11 pocházely od papeže Pavla VI., který však žádné formulace neupřesnil. Ve výsledné páté verzi byl dokument přijat krátce před koncem koncilu na jeho posledním zasedání 18. listopadu 1965.

### Hlavní problémy v procesu vývoje
Vznik konstituce a debatu kolem ní charakterizují tři motivy: za prvé (pře)hodnocení Tradice, za druhé přijetí historicko-kritické metody v biblické exegezi a za třetí nový, pozitivní postoj katolických křesťanů k Bibli.
1. Přehodnocení Tradice vyplynulo z dogmat o Neposkvrněném početí Panny Marie (1854) a Nanebevzetí Panny Marie (1950), která byla zdůvodněna argumentem Tradice. V této souvislosti byla nastolena otázka rozvoje dogmatu, a tak se hovořilo o procesu Tradice, nikoli o materiálně hmatatelné Tradici.[18] Kromě toho se v letech koncilu podrobně diskutovalo o interpretaci tridentského koncilu a jeho výroků o luteránském principu sola scriptura. Tuto debatu vyvolaly teze Josefa Ruperta Geiselmanna, podle nichž Tridentský koncil nerozhodl o úplnosti Písma.[18]
2. Během modernistické krize bylo mnoho exegetů, kteří používali historicko-kritickou metodu, církví odsouzeno. Nyní bylo považováno za nezbytné, aby koncil zaujal k této otázce stanovisko. I když „vztah mezi kritickou a církevní exegezí“ nebyl jasně vyjasněn, stalo se zřejmým, že historicko-kritické metodě se již nelze vyhnout.[19] V tomto smyslu byly potvrzeny všechny badatelské metody, které uznávaly „původní zvěst proroků a apoštolů“.[20]
3. Biblické hnutí, které stejně jako liturgické a ekumenické hnutí charakterizovalo předkoncilní období, podnítilo koncil k podpoře duchovní angažovanosti katolíků v Písmu svatém.[19]

## Obsah
Dokument je rozdělen do šesti kapitol.

### Předmluva
Podle předmluvy (DV 1) se koncil řadí do kontinuity tridentského koncilu (1545–1563) a prvního vatikánského koncilu (1869/70). To lze chápat jako přehodnocení odpovídajících textů I. vatikánského a Tridentského koncilu, „v němž je minulost čtena moderním způsobem, a tak nově interpretována jak z hlediska svých podstatných náležitostí, tak i nedostatků.“ Formulovaným cílem konstituce je vyložit „pravé učení o Božím zjevení a jeho předávání“ (DV 1). Citát z Prvního Janova listu – srov. 1Jan 1, 2–3 (Kral, ČEP) má ilustrovat „dvojí poslání církve – naslouchat a hlásat“. Tím je také učiněna tečka za tím, že se církev zabývá sama sebou, a je zdůrazněno její poslání pro lidstvo.

### I. Samotné zjevení
První kapitola (DV 2-6) se zabývá „samotným zjevením“ („De ipsa revelatione“). Zjevení je popsáno jako událost „skutkem a slovem“ (DV 2). Zjevení tedy nemá být chápáno pouze jako komunikace „‚o‘ Bohu“, ale jako „Boží sebekomunikace“, což je termín, který se však v Ústavě neobjevuje doslovně. DV 4 vysvětluje, že Ježíš jako „Slovo, které se stalo tělem“, „naplňuje a završuje zjevení“. Proto „nelze očekávat žádné nové veřejné zjevení“. Toto uvědomění vyplývá ze závěru, že „Kristus [...] je koncem Boží řeči, protože po něm a mimo něj už není co říci, neboť v něm Bůh řekl sám sebe.“ Z toho opět vyplývá názor koncilu, že zjevení není něco, co se sděluje, ale je existenciální pro život člověka a v jeho vztahu k Bohu. Celkově lze zjevení chápat jako vztahovou událost.
Víra se nemůže realizovat bez milosti, která přichází jako první, takže víru si nelze vypěstovat ani se jí naučit, ale je darem (srov. DV 5). Souhlasit s tímto darem zjevení znamená odevzdat se Bohu „jako celý člověk ve svobodě“. „Poslušnost víry“ – Řím 16, 26 (Kral, ČEP) náleží zjevujícímu se Bohu. Duch svatý víru v lidech stále více zdokonaluje. Z úryvku je zřejmé, že víru je třeba chápat především jako osobní vztah a setkání s Bohem.
S doslovným odvoláním na Dei Filius DV 6 učí, že Bůh sám „může být s jistotou poznán přirozeným světlem lidského rozumu ze stvořených věcí“ (DH 3004 a násl.), ale to, co není přístupné lidskému rozumu z božské sféry, Bůh dává poznat prostřednictvím zjevení (srov. DV 6).

### II. Předávání Božího zjevení
Druhá kapitola je věnována „předávání Božího zjevení“ (DV 7–10). Chválí apoštoly a evangelisty, kteří následovali Ježíšovu výzvu hlásat evangelium (DV 7). Rozlišuje se mezi posvátnou „tradicí“ a svatým „Písmem“. Apoštolská tradice, počínaje apoštoly, se předává v církvi a „zná v církvi vývoj za asistence Ducha svatého“ (DV 8; srov. DH 3020). Toto předávání je prezentováno jako dialog mezi Bohem a jeho církví.
Vztah mezi tradicí, Písmem a magisteriem

Na rozdíl od přípravného schématu DV 9 uvádí, že Tradice a Písmo svaté vycházejí z jednoho a téhož božského zdroje a směřují ke společnému cíli (srov. DV 9). Zjevení tedy nelze nalézt pouze v Písmu svatém. Tento poslední dodatek před závěrem dokumentu dává jasně najevo, že samotné Písmo není dostačující, i když se nepopírá, že je dostačující z hlediska obsahu. Tradice je nicméně vždy zmíněna před Písmem, aby bylo dodrženo chronologické pořadí; Písmo přece vzniklo v rámci společenství, které sahá až k tradici apoštolů. „Aby člověk mohl slyšet a chápat Boží slovo, musí se postavit do světla Tradice (DV 9).“
V DV 10 následuje věta: „Magisterium nestojí nad Božím slovem, ale slouží mu“. Církevní magisterium nemůže učit nic, co není obsaženo v tradici a Písmu. Naopak chce čerpat „z tohoto pokladu víry“. Podřízenost magisteria byla již součástí „téměř nezpochybnitelného přesvědčení“ a byla obsažena „zcela identicky“ v textových verzích. Nicméně „faktický [...] postup“ magisteria přispěl k zastření tohoto „řádu, který byl v zásadě vždy do jisté míry uznáván“.
Oddíl končí konstatováním, že posvátná tradice, Písmo svaté a učitelský úřad církve nemohou existovat jeden bez druhého. Svým způsobem „účinně slouží spáse duší působením jediného Ducha svatého“. Výraz „sub actione unius Spiritus Sancti“ byl přidán až při poslední revizi. Karl Lehmann k tomu poznamenává: „Je důležité, že je zde na konci znovu zdůrazněna pneumatologická souvislost: Pro veškerou lidskou odpovědnost není souhra výsledkem pouze církevního působení, ale je účinná ,působením jediného Ducha svatéhoʻ pro spásu člověka."
Kritika ze strany reformace, kterou později převzal Benedikt XVI., poukazovala na nedostatečné ocenění Písma jako kritického prvku Tradice.

### III. Božská inspirace Písma svatého a jeho výklad
Třetí kapitola se zabývá „božskou inspirací a výkladem Písma svatého“ (DV 11–13). DV 11 rozlišuje „mezi Bohem jako ‚autorem‘ Písma a lidmi jako jeho ‚skutečnými autory‘ (nikoli ‚sekretáři‘!).“ Písmo je neomylné v tom smyslu, že uvádí pravdu určenou Bohem, která je nezbytná pro spásu lidí. To nevylučuje možnost, že věty vytržené z kontextu jsou nepravdivé. Ve skutečnosti formulaci neomylnosti předcházela dlouhá diskuse. Ve verzi předložené Komisí se psalo, že Písmo svaté obsahuje „veritas salutaris“ („pravdu spásy“) bez omylu. Protože se někteří koncilní otcové obávali, že se to rovná omezení Písma, navrhl papež tento výraz vypustit. Koncilní teolog Gérard Philips proto v komisi navrhl současnou formulaci, že Písmo učí pravdě „nostrae salutis causa“ („kvůli naší spáse“) bez omylu, čímž se zabránilo domnělému omezení Písma a zároveň se diferencovaně vyjádřila jeho neomylnost: „Pravda Písma je [...] vždy smysluplně pochopitelná pouze ve vztahu ke spáse.“
DV 12 zdůrazňuje potřebu zkoumat historickou situaci a literární formu biblických textů. Bibli je třeba vykládat v tom smyslu, v jakém byla napsána; z toho vyplývá potřeba zjistit význam biblických autorů a smysl Písma. Texty mohou být historické, prorocké nebo básnické povahy. Oddíl rozeznává různé literární žánry v biblických knihách a textech. To potvrzuje moderní biblická věda. Kritická exegeze však není jediným způsobem přístupu k Písmu svatému. Výklad musí brát v úvahu jednotu celé Bible, tradici univerzální církve a analogii víry („analogia fidei“). DV 13 zdůrazňuje analogii mezi božským slovem v lidském vyjádření a vtělením Krista. 
Celkově je z této kapitoly zřejmé, že křesťanství není náboženstvím knihy v užším slova smyslu, ale je zaměřeno na Ježíšovo vtělení a život.

### IV. Starý zákon
Čtvrtá kapitola „Starý zákon“ zdůrazňuje jeho význam pro křesťanství (DV 14-16). Je to „pravé Boží slovo“ (DV 14), i když obsahuje „nedokonalosti a časovosti“ (DV 15). Komentář v koncilním kompendiu od Rahnera a Vorgrimlera považuje za velký nedostatek, že není zdůrazněn význam Starého zákona pro prvotní církev a samotného Ježíše. Není také dostatečně jasně zdůrazněna „mnohem delší zkušenost lidstva s Bohem“, která je v něm obsažena.

### V. Nový zákon
Pátá kapitola hovoří o „Novém zákoně“ (DV 17–20). Nejprve je zdůrazněn zvláštní primát čtyř evangelií v rámci biblického kánonu (srov. DV 18). Konstituce tvrdí, „že zmíněná čtyři evangelia, jejichž historicitu bez váhání potvrzuje, spolehlivě předávají to, co Ježíš, Boží Syn, skutečně konal a učil ve svém životě mezi lidmi pro jejich věčnou spásu až do dne, kdy byl vzat [do nebe]“ (DV 19). Slovo „historicita“ (historicitas) není dále vysvětleno, ale je uznána redakční činnost autorů, kteří vybírali z mnoha zpráv a zkušeností a vybírali je pro hlásání radostné zvěsti, „ale vždy tak, aby jejich zprávy o Ježíši byly pravdivé a poctivé“ (DV 19). Epištolární literatura Nového zákona, stejně jako Lukášovy Skutky a Janovo Zjevení, jsou v kapitole zmíněny jen okrajově.

### VI. Písmo svaté v životě církve
Poslední kapitola koncilního dokumentu je věnována umístění „Písma svatého v životě církve“ (DV 21–26). Začíná obnoveným doceněním Písma svatého, které je církví uctíváno jako „samo Mistrovo tělo“: tuto paralelu lze nalézt již v Sacrosanctum Concilium (srov. mj. SC 7). Spolu s posvátnou tradicí je Boží slovo „nejvyšším vodítkem“ (suprema regula) pro víru církve (DV 21). To lze chápat jako odpověď na „protestantskou otázku, zda je Písmo normou pro církev.“ Slovu „norma“ se vyhýbá, stejně jako potvrzení principu „sola scriptura“. 
Kromě toho konstituce také podporuje pokračování biblických studií, která podporoval již Pius XII. ve své encyklice Divino afflante Spiritu (srov. DV 23). Význam studia a četby Bible je zdůrazněn i pro teologii obecně, jak to bylo v jasnější podobě učiněno již v Optatam totius 16. V této pasáži bylo poměrně pozdě doplněno, že se tak musí dít s respektem k posvátné tradici, což může být vykládáno jako oslabení Bible, ale nemusí. Naslouchání Písmu a tradici umožňuje neustálé omlazování teologie (srov. DV 24).
Je také nutné, aby se kazatelé neustále zabývali Písmem svatým, aby se nestali – jak říká svatý Augustin z Hippo – „prázdným a povrchním hlasatelem Božího slova“ (DV 25). Dei verbum také vyzývá k pořizování překladů Bible do různých jazyků, přičemž je třeba se pokud možno odvolávat na původní hebrejské a řecké texty (srov. 22) – což znamená podřízení latinského překladu Vulgáty, který se do té doby používal především a který je stále v úctě, ale přednost mají původní jazyky. V souvislosti s tím mají být sestavena komentovaná vydání, aby Bibli mohli používat a chápat i nekřesťané (srov. DV 25). Konstituce končí přáním, aby „poklad zjevení svěřený církvi“ naplnil „lidská srdce“ a aby duchovní život dostal nový impuls díky zvýšené úctě k Božímu slovu (DV 26). 

## Klasifikace
Vzhledem ke zvláštní genezi konstituce po celou dobu existence koncilu má příkladný význam. Stejně jako koncil otevřel nové perspektivy, dokumentuje Dei verbum změněné chápání zjevení. Cílem koncilu i Dei verbum je „znovu a znovu zpřístupňovat lidem Boží řeč“.
Na rozdíl od dekretu tridentského koncilu, který chápal zjevení jako tradici i Písmo („et...et“), Dei verbum zdůrazňuje spíše „vzájemnou provázanost, nerozlučnou jednotu a vnitřní prolínání“. Otázka, zda je Písmo dostatečné, tj. zda obsahuje vše, není zodpovězena. Hodnocení Tradice jako „církevního proudu života“, v němž je Písmo neseno, dosvědčováno a vykládáno, ukazuje, že Tradice je více než druhým, čistě doplňkovým pramenem.

### Ocenění
V roce 1967 Joseph Ratzinger, tehdejší teolog koncilu, shrnul výsledek čtyřletých diskusí takto: „Text, který byl toho dne papežem slavnostně vyhlášen, nese přirozeně stopy své namáhavé historie; je výrazem mnoha kompromisů. Základní kompromis, který je jeho základem, je však více než kompromisem, je syntézou velkého významu: text spojuje věrnost církevní tradici s ano kritické vědě a otevírá tak víře novou cestu do současnosti.“
Koncilní dokument byl oceněn také proto, že „tak intenzivně a podrobně hovořil o Božím slově a Písmu svatém“, a to způsobem, který nemá obdoby. Požadavky na teologii a křesťanský život nebyly malé.
Henri de Lubac uznává: „Nic by neodporovalo duchu této konstituce více než nepřátelská konkurence mezi Písmem a Tradicí, jako by jeden druhému chtěl vzít to, co je dáno druhému. Nikdy předtím koncilní text tak dobře nezdůrazňoval princip Tradice v celé jeho šíři a komplexnosti; nikdy předtím nebylo Písmu svatému věnováno tolik prostoru.“
Freiburský profesor katolické dogmatiky Helmut Hoping vidí v Dei verbum podnět k tomu, aby se četné „teologické instance argumentace [...] nově zapojily do hry“ a propojily zdánlivě protichůdné přístupy, jako je historicko-kritická exegeze a duchovní čtení Písma, stejně jako to Dei verbum dokázalo s Písmem a tradicí i s magisteriem a teologií.

### Boží sebesdělení
Pojem Boží sebesdělení se v Dei verbum výslovně neobjevuje. Tento teologický koncept je však užitečným klíčem k pochopení konstituce. Pozornost již není zaměřena na instrukčně-teoretický model zjevení – jako tomu bylo v průběhu prvního vatikánského koncilu, který se zabýval zjevením doktrín a faktických informací –, ale na komunikačně-teoretické chápání zjevení. V centru pozornosti je zde vztah Boha s lidmi. Zjevení je „dynamická spásná událost“ a lidská víra je odpovědí na zjevení. Vtělení Boha v Ježíši Kristu je nejvyšší a nejkonkrétnější formou Božího sebesdělení.

#### Textová vydání
- Acta Apostolicae Sedis. Svazek 58. [s.l.]: [s.n.], 1966. S. 817–836. (latinsky)
- DENZINGER, Heinrich. Enchiridion symbolorum definitionum et declarationum de rebus fidei et morum: Kompendium der Glaubensbekenntnisse und kirchlichen Lehrentscheidungen. Příprava vydání Peter Hünermann. 45. vyd. Freiburg/Basel/Wien: Herder, 2017. ISBN 978-3-451-34797-9. S. Nummern 4201–4235. (latinsky/německy)
- Die Dokumente des Zweiten Vatikanischen Konzils. Konstitutionen, Dekrete, Erklärungen. Lateinisch-deutsche Studienausgabe. Příprava vydání Peter Hünermann. 3. (nové vydání 2012, nezměněné úplné vydání). vyd. Freiburg im Breisgau: Herder, 2012. ISBN 978-3-534-25856-7. S. 363–385. (latinsky/německy)

#### Textová vydání s komentáři
- Constitutio dogmatica de Divina Revelatione / Dogmatische Konstitution über die göttliche Offenbarung. Latinský text z „Acta Apostolicae Sedis“ 58 (1966), 817-836; německý překlad na objednávku německých biskupů; mírně vylepšená verze z roku 1967 schválená německými biskupy. [Einleitung von Univ.-Prof. Joseph Ratzinger, Tübingen; Kommentar von Univ.-Profesoren Joseph Ratzinger, Tübingen, Alois Grillmeier, Frankfurt am Main und Béda Rigaux, Löwen]. In: LThK², Das Zweite Vatikanische Konzil, Konstitutionen, Dekrete und Erklärungen, Lateinisch und Deutsch. Komentáře, II. díl, Herder-Verlag, Freiburg im Brsg. 1967, s. 497-583. Rozsáhle uvedený a komentovaný latinsko-německý paralelní text. (latinsky/německy)
- RAHNER, Karl; VORGRIMLER, Herbert. Kleines Konzilskompendium. Sämtliche Texte des Zweiten Vatikanischen Konzils. 35. vyd. Freiburg im Breisgau: Herder, 2008. ISBN 978-3-451-29991-9. (německy)

#### Teologické klasifikace
- RATZINGER, Joseph. Zur Lage des Glaubens. Ein Gespräch mit Vittorio Messori. München: Verlag Neue Stadt, 1985. ISBN 3-87996-180-8. (německy)
- MÜLLER, Sascha. Theistische Offenbarung, Christologie und historische Kritik. In:  Mittler und Befreier. Die christologische Dimension der Theologie. Für Gerhard Ludwig Müller. Freiburg i. B.: Herder, 2008. ISBN 978-3-451-29804-2. S. 287–299. (německy)

#### Textové verze online
- PAVEL VI. Dei verbum [online]. vatican.va, 1965-11-18 [cit. 2024-08-28]. Dostupné online.
- PAVEL VI. Dei verbum [online]. vatican.va, 1965-11-18 [cit. 2024-08-28]. Dostupné online. (latinsky)

#### Základní literatura
- MÄRZ, Claus-Peter. Die Dogmatische Konstitution über die göttliche Offenbarung „Dei Verbum“. Theologie der Gegenwart. 2015, roč. 58, čís. 1, s. 54–63. Dostupné v archivu pořízeném dne 2015-10-07. (německy)